# Emily Keene
Pour les articles homonymes, voir Keene.
Emily Keene dite Chérifa d'Ouezzane (chérifa, « la noble »), née en 1849 et morte en 1941, est une femme politique au Maroc précolonial.

## Biographie
D'origine anglaise, Emily Keene, âgée de 24 ans en 1873 épouse le Grand Chérif d'Ouezzane, Sidi Abdeslam ben Larbi. Elle prend le titre de Chérifa en rejoignant la confrérie de Dar Damana.

## Postérité
Elle reçut la médaille d'officier du Ouissam alaouite, et la médaille d'officier de la Légion d'honneur.
Sa tombe est située dans un cimetière privé près de Marchan à Tanger, ainsi qu'une plaque est érigée en sa mémoire à l'Église anglicane Saint André.